# RT-2PM Topol

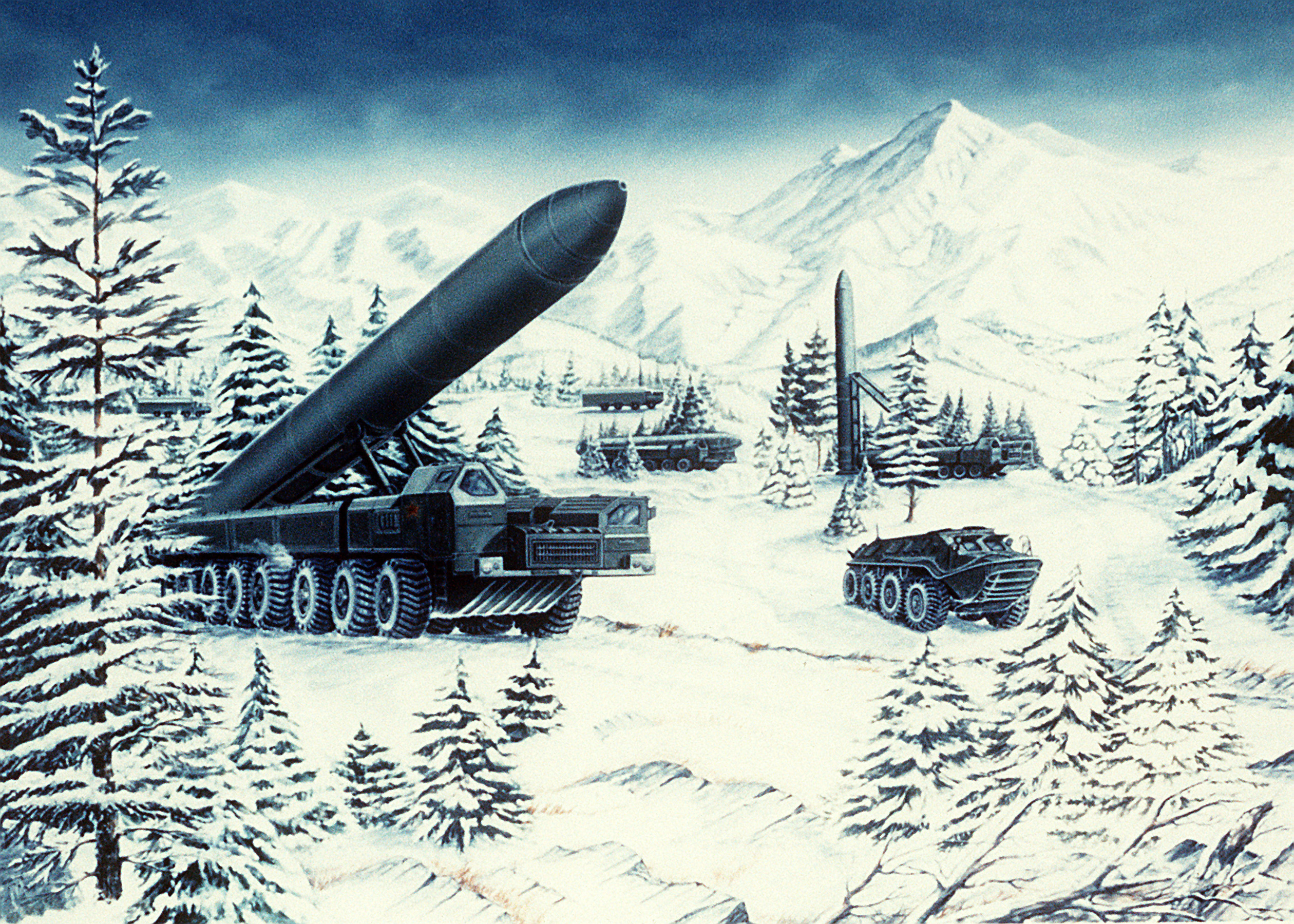
En Sibérie

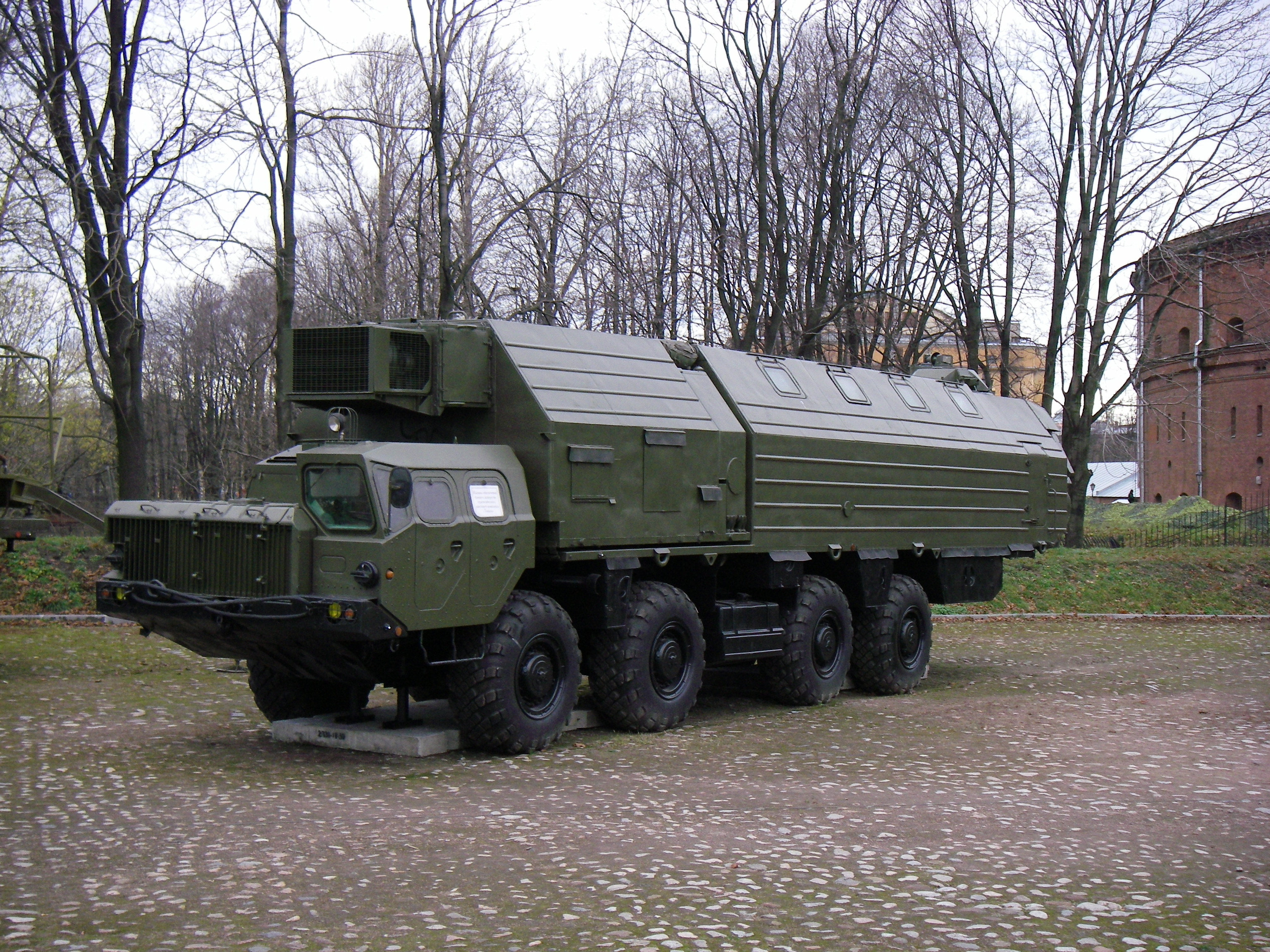
Véhicule de support de lancement du missile au Saint-Petersburg Artillery Museum

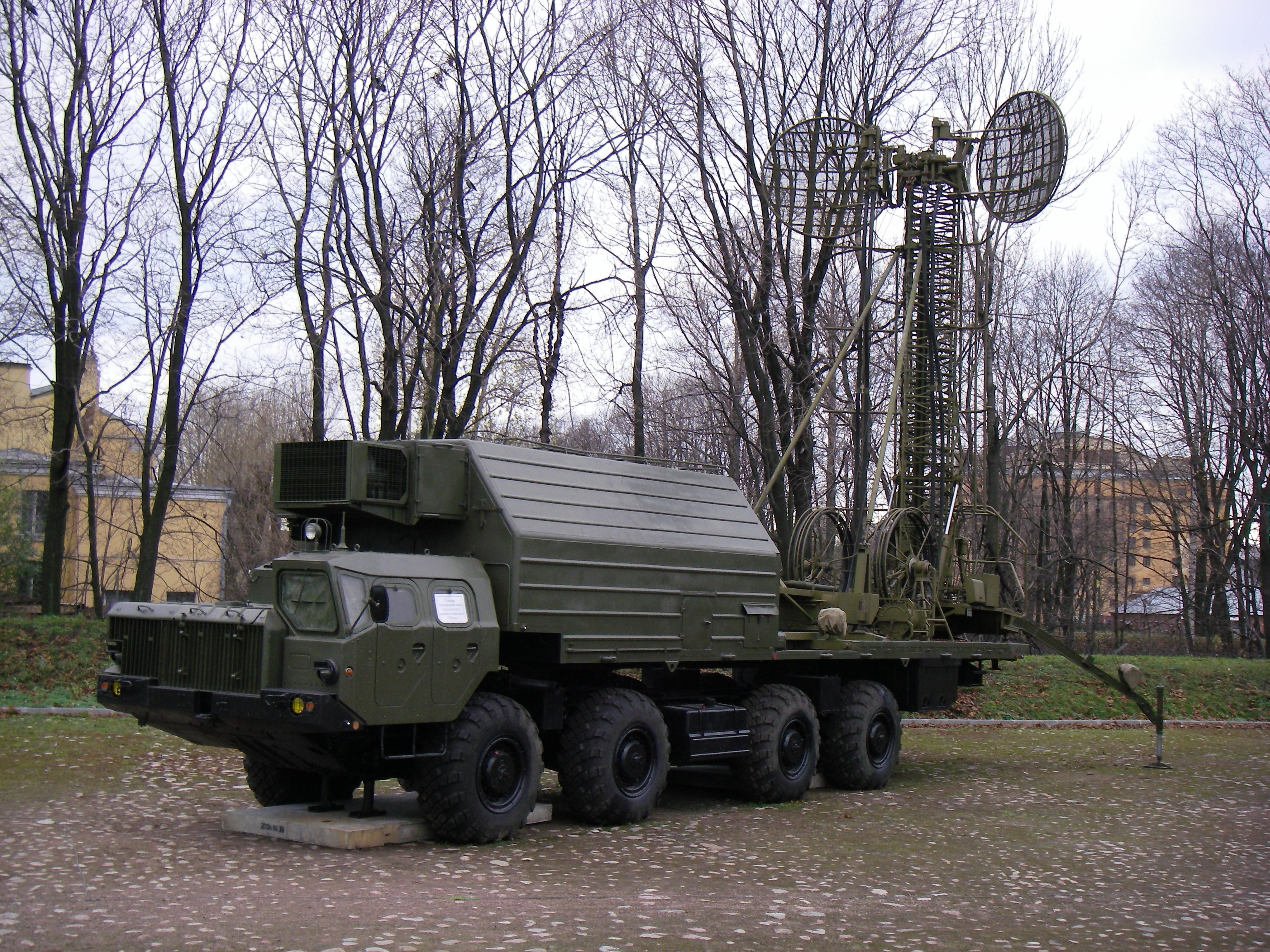
Station relais de troposphère au Saint-Petersburg Artillery Museum

RT-2PM Topol est un missile balistique intercontinental soviétique et russe désigné par l'OTAN comme SS-25.